# CDES Gil Eanes
Le CDES Gil Eanes (de son nom complet Clube Desportivo da Escola Secundária Gil Eanes en portugais) est un club portugais de handball basé à Lagos.

## Palmarès
section féminine
- champion du Portugal en 2010 et 2011
- demi-finaliste de la Coupe Challenge en 2002